# Schilbe angolensis
Schilbe angolensis es una especie de peces de la familia Schilbeidae en el orden de los Siluriformes.

## Morfología
• Los machos pueden llegar alcanzar los 9 cm de longitud total.

## Distribución geográfica
Se encuentran en África: Río Cuanza (Angola ).